# Stupeň B1037 Falconu 9
Stupeň B1037 Falconu 9 je první stupeň rakety Falcon 9 vyráběné společností SpaceX, jedná se o exemplář verze Block 3. Poprvé a naposledy tento centrální stupeň letěl v červenci 2017, při misi Intelsat 35e, kdy do vesmíru vynesl stejnojmennou telekomunikační družici. Statický zážeh pro tuto misi proběhl 30. června 2017 okolo 00:30 UTC. Po vynesení nákladu, už ale z důvodu vysoké hmotnosti nákladu neměl dostatek pohonných látek na přistání.

## Přehled letů
| Číslo použití | Datum startu (UTC) | Let číslo | Náklad       | Start | Místo startu | Přistání | Místo přistání | Poznámky                                           |
| ------------- | ------------------ | --------- | ------------ | ----- | ------------ | -------- | -------------- | -------------------------------------------------- |
| 1             | 5. července 2017   | 38        | Intelsat 35e |       | KSC LC-39A   |          | Bez přistání   | Stupeň neměl dostatek pohonných látek na přistání. |